# Haasiella
Haasiella là một chi nấm thuộc họ Tricholomataceae. Chi này chứa 2 loài được tìm thấy ở Europe.